# Dubajské oko

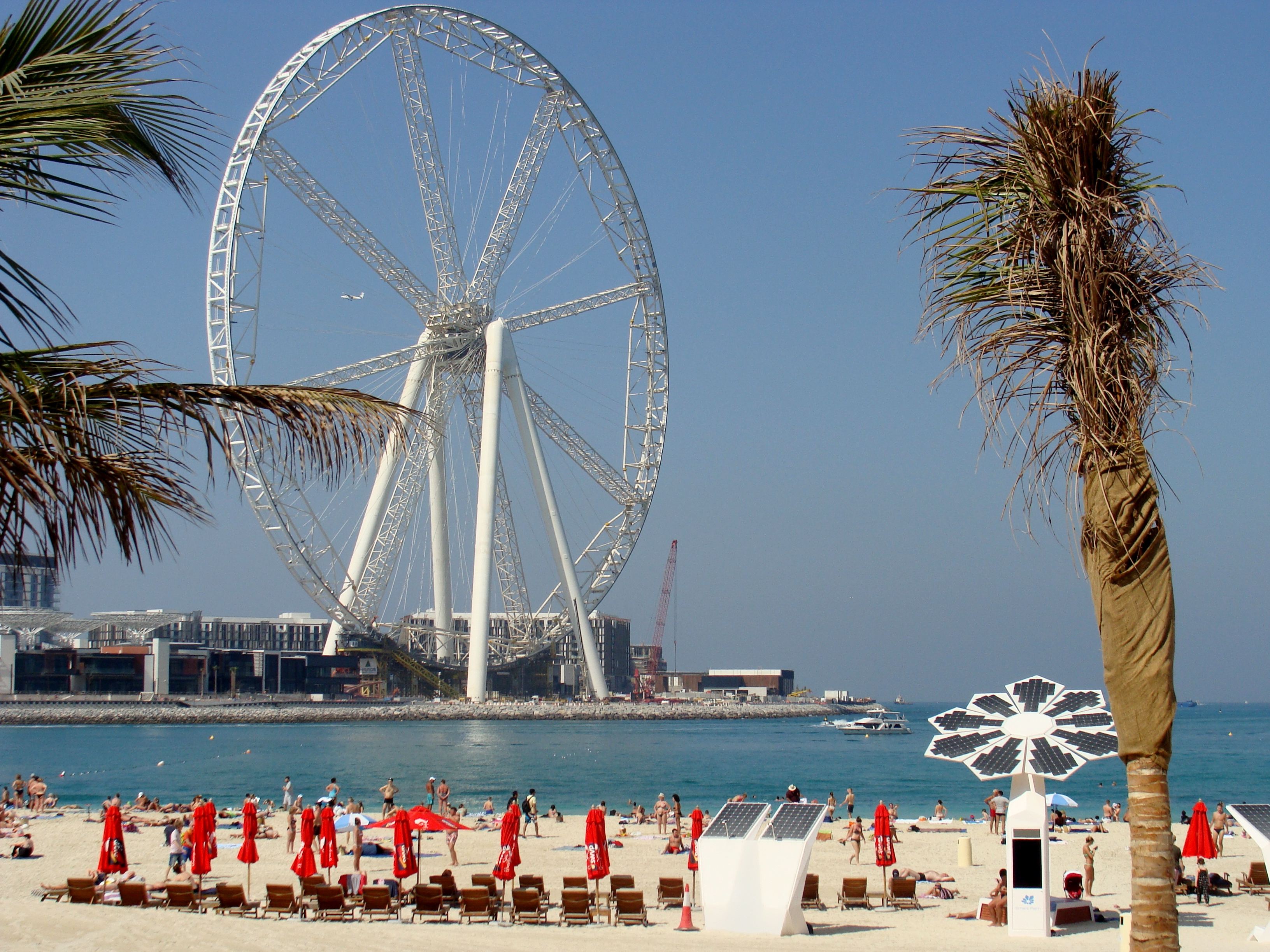

Dubajské oko či Ain Dubai (anglicky: Dubai Eye) je největší ruské kolo světa v Dubaji ve Spojených arabských emirátech. Je vysoké 250 metrů a má kapacitu 1750 lidí. Jedna kompletní rotace trvá přibližně 30 minut. Výstavba začala v roce 2015 a skončila v roce 2021 (původně se předpokládal rok 2018). Nachází se na ostrově Bluewaters Island, který je postavený na moři před čtvrtí Dubai Marina. Bylo otevřeno 21. října 2021.